# Leioproctus

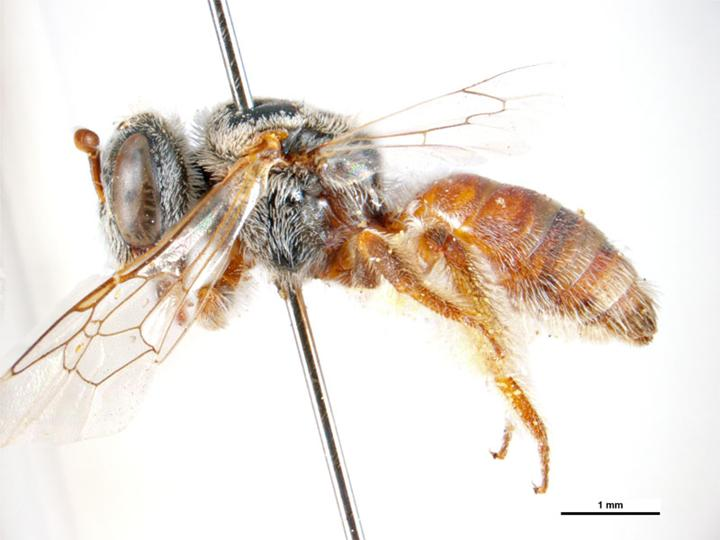
Leioproctus finkei

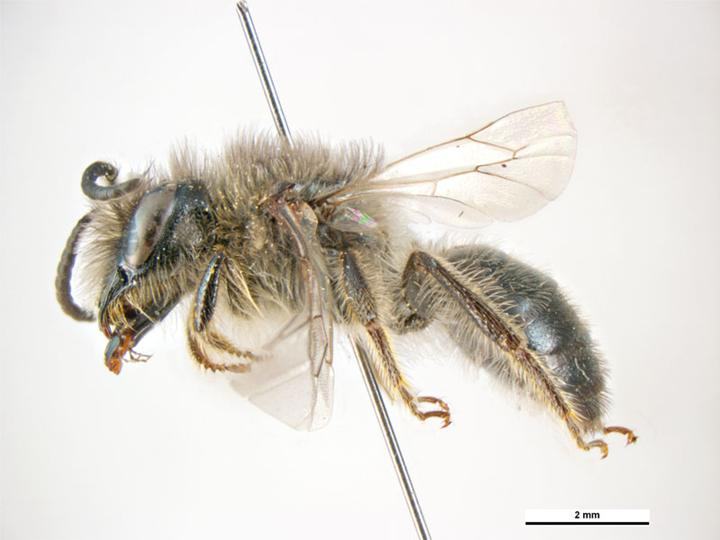
Leioproctus obscurus

Leioproctus är ett släkte av bin som ingår i familjen korttungebin.

## Artlista[1]
- Leioproctus abdominalis
- Leioproctus abdominis
- Leioproctus abnormis
- Leioproctus acaciae
- Leioproctus advena
- Leioproctus albopilosus
- Leioproctus albovittatus
- Leioproctus alienus
- Leioproctus alismatis
- Leioproctus alleynae
- Leioproctus alloeopus
- Leioproctus amabilis
- Leioproctus andinus
- Leioproctus antennatus
- Leioproctus anthracinus
- Leioproctus apicalis
- Leioproctus argentifrons
- Leioproctus arnauellus
- Leioproctus arnaui
- Leioproctus asper
- Leioproctus atacama
- Leioproctus atronitens
- Leioproctus aurescens
- Leioproctus aurifrons
- Leioproctus australiensis
- Leioproctus bacchalis
- Leioproctus baeckeae
- Leioproctus basirufus
- Leioproctus bathycyaneus
- Leioproctus bicellularis
- Leioproctus bicristatus
- Leioproctus bigamicus
- Leioproctus bimaculatus
- Leioproctus bipectinatus
- Leioproctus boltoni
- Leioproctus boroniae
- Leioproctus brunerii
- Leioproctus caeruleotinctus
- Leioproctus caerulescens
- Leioproctus calcaratus
- Leioproctus callurus
- Leioproctus canutus
- Leioproctus capillatus
- Leioproctus capito
- Leioproctus cardaleae
- Leioproctus carinatifrons
- Leioproctus carinatulus
- Leioproctus carinatus
- Leioproctus castaneipes
- Leioproctus cearensis
- Leioproctus chalcurus
- Leioproctus chalybeatus
- Leioproctus chrysostomus
- Leioproctus cinereus
- Leioproctus clarki
- Leioproctus clarus
- Leioproctus clypeatus
- Leioproctus colletellus
- Leioproctus coloratipes
- Leioproctus confusus
- Leioproctus conospermi
- Leioproctus contrarius
- Leioproctus crassipunctatus
- Leioproctus crenulatus
- Leioproctus cristariae
- Leioproctus cristatus
- Leioproctus cupreus
- Leioproctus cyaneorufus
- Leioproctus cyanescens
- Leioproctus cyaneus
- Leioproctus cyanurus
- Leioproctus cygnellus
- Leioproctus davisi
- Leioproctus decoloratus
- Leioproctus delahozii
- Leioproctus deltivagus
- Leioproctus dentatus
- Leioproctus dentiger
- Leioproctus diodontus
- Leioproctus dolosus
- Leioproctus douglasiellus
- Leioproctus duplex
- Leioproctus echinodori
- Leioproctus elegans
- Leioproctus eraduensis
- Leioproctus eremites
- Leioproctus eremitulus
- Leioproctus erithrogaster
- Leioproctus erythropyga
- Leioproctus eucalypti
- Leioproctus eugeniarum
- Leioproctus eulonchopriodes
- Leioproctus euphenax
- Leioproctus excubitor
- Leioproctus facialis
- Leioproctus fallax
- Leioproctus fasciatus
- Leioproctus fazii
- Leioproctus ferrisi
- Leioproctus ferrugineus
- Leioproctus festivus
- Leioproctus fiebrigi
- Leioproctus filamentosus
- Leioproctus fimbriatinus
- Leioproctus fimbriatus
- Leioproctus finkei
- Leioproctus flavicornis
- Leioproctus flavitarsus
- Leioproctus flavomaculatus
- Leioproctus flavorufus
- Leioproctus floccosus
- Leioproctus franki
- Leioproctus frankiellus
- Leioproctus frenchi
- Leioproctus friesei
- Leioproctus friesellus
- Leioproctus fucosus
- Leioproctus fulvescens
- Leioproctus fulvoniger
- Leioproctus fulvus
- Leioproctus gallipes
- Leioproctus guaritarus
- Leioproctus hackeri
- Leioproctus halictiformis
- Leioproctus hamatus
- Leioproctus hardyi
- Leioproctus helichrysi
- Leioproctus helmsi
- Leioproctus herrerae
- Leioproctus heterodoxus
- Leioproctus hillieri
- Leioproctus hirtipes
- Leioproctus hobartensis
- Leioproctus huakiwi
- Leioproctus hudsoni
- Leioproctus humerosus
- Leioproctus ibanezii
- Leioproctus ibex
- Leioproctus ichneumonoides
- Leioproctus idiotropoptera
- Leioproctus ignicolor
- Leioproctus iheringi
- Leioproctus illawarraensis
- Leioproctus imitator
- Leioproctus imitatus
- Leioproctus impatellatus
- Leioproctus incanescens
- Leioproctus incomptus
- Leioproctus inconspicuus
- Leioproctus insularis
- Leioproctus irroratus
- Leioproctus isabelae
- Leioproctus jenseni
- Leioproctus joergenseni
- Leioproctus kalen
- Leioproctus kanapuu
- Leioproctus keehua
- Leioproctus kumarina
- Leioproctus labratus
- Leioproctus lanceolatus
- Leioproctus lanhami
- Leioproctus laticeps
- Leioproctus launcestonensis
- Leioproctus leaena
- Leioproctus leai
- Leioproctus leucostomus
- Leioproctus longipalpus
- Leioproctus longipes
- Leioproctus lucanus
- Leioproctus lucidicinctus
- Leioproctus lucidulus
- Leioproctus macmillani
- Leioproctus macrodontus
- Leioproctus maculatus
- Leioproctus malpighiacearum
- Leioproctus maorium
- Leioproctus maritimus
- Leioproctus mas
- Leioproctus mastersi
- Leioproctus megachalceus
- Leioproctus megachalcoides
- Leioproctus megadontus
- Leioproctus melanocyaneus
- Leioproctus melanoproctus
- Leioproctus melanurus
- Leioproctus melbournensis
- Leioproctus metallescens
- Leioproctus metallicus
- Leioproctus microdontus
- Leioproctus microsomus
- Leioproctus mimulus
- Leioproctus minimus
- Leioproctus minor
- Leioproctus minutus
- Leioproctus missionica
- Leioproctus moerens
- Leioproctus moniliformis
- Leioproctus monticola
- Leioproctus morsus
- Leioproctus mourei
- Leioproctus mourellus
- Leioproctus nanus
- Leioproctus nasutus
- Leioproctus neotropicus
- Leioproctus nicholsoni
- Leioproctus nigrescens
- Leioproctus nigriceps
- Leioproctus nigrifrons
- Leioproctus nigritulus
- Leioproctus nigroclypeatus
- Leioproctus nigrofulvus
- Leioproctus nigropurpureus
- Leioproctus nitidior
- Leioproctus nitidulus
- Leioproctus nomadiformis
- Leioproctus nomiaeformis
- Leioproctus nunui
- Leioproctus obscuripennis
- Leioproctus obscurus
- Leioproctus opacior
- Leioproctus opaculus
- Leioproctus orientalis
- Leioproctus ornatissimus
- Leioproctus otautahi
- Leioproctus paahaumaa
- Leioproctus pachyodontus
- Leioproctus pacificus
- Leioproctus pallidicinctus
- Leioproctus pallidus
- Leioproctus palpalis
- Leioproctus pampeanus
- Leioproctus pango
- Leioproctus pappus
- Leioproctus paraguayensis
- Leioproctus pavonellus
- Leioproctus pekanui
- Leioproctus penai
- Leioproctus perezi
- Leioproctus perfasciatus
- Leioproctus perminutus
- Leioproctus perpolitus
- Leioproctus persooniae
- Leioproctus peruvianus
- Leioproctus phanerodontus
- Leioproctus pharcidodes
- Leioproctus phillipensis
- Leioproctus philonesus
- Leioproctus platycephalus
- Leioproctus plaumanni
- Leioproctus plautus
- Leioproctus plebeius
- Leioproctus plumosellus
- Leioproctus plumosus
- Leioproctus prolatus
- Leioproctus providellus
- Leioproctus providus
- Leioproctus proximus
- Leioproctus pruinosus
- Leioproctus pseudozonatus
- Leioproctus punctatus
- Leioproctus purpurascens
- Leioproctus purpureus
- Leioproctus pusillus
- Leioproctus raymenti
- Leioproctus rectangulatus
- Leioproctus recusus
- Leioproctus regalis
- Leioproctus rejectus
- Leioproctus rhodopus
- Leioproctus rhodurus
- Leioproctus roseoviridis
- Leioproctus rubellus
- Leioproctus ruber
- Leioproctus rubiginosus
- Leioproctus rubriventris
- Leioproctus rudis
- Leioproctus rudissimus
- Leioproctus ruficaudus
- Leioproctus ruficornis
- Leioproctus rufipennis
- Leioproctus rufipes
- Leioproctus rufiventris
- Leioproctus rufoaeneus
- Leioproctus rugatus
- Leioproctus saltensis
- Leioproctus scitulus
- Leioproctus semicyaneus
- Leioproctus semilautus
- Leioproctus semilucens
- Leioproctus semipurpureus
- Leioproctus semiviridis
- Leioproctus sexmaculatus
- Leioproctus seydi
- Leioproctus sigillatus
- Leioproctus similior
- Leioproctus simillimus
- Leioproctus simplicicrus
- Leioproctus simulator
- Leioproctus singularis
- Leioproctus spathigerus
- Leioproctus speculiferus
- Leioproctus spegazzini
- Leioproctus stewarti
- Leioproctus stictus
- Leioproctus stilborhinus
- Leioproctus striatulus
- Leioproctus subdentatus
- Leioproctus subdolus
- Leioproctus subminutus
- Leioproctus subpunctatus
- Leioproctus subvigilans
- Leioproctus subviridis
- Leioproctus tarsalis
- Leioproctus thornleighensis
- Leioproctus tomentosus
- Leioproctus tristis
- Leioproctus tropicalis
- Leioproctus truncatulus
- Leioproctus tuberculatus
- Leioproctus unguidentatus
- Leioproctus wagenknechti
- Leioproctus wagneri
- Leioproctus wahlenbergiae
- Leioproctus waipounamu
- Leioproctus waterhousei
- Leioproctus velutinellus
- Leioproctus ventralis
- Leioproctus versicolor
- Leioproctus vestitus
- Leioproctus vigilans
- Leioproctus wilsoni
- Leioproctus viridescens
- Leioproctus viridibasis
- Leioproctus viridicinctus
- Leioproctus vitifrons
- Leioproctus worsfoldi
- Leioproctus xanthosus
- Leioproctus xanthozoster
- Leioproctus zonatus